# Полюхович Юрій Юрійович
Ю́рій Ю́рійович Полюхо́вич (нар. 1 листопада 1980, Костопіль, Українська РСР) — український науковець-маяніст, історик, громадсько-політичний діяч, кандидат історичних наук, виконувач обов'язків міністра освіти і науки України з 10 по 25 березня 2020 р. Посол України в Перу (з 23 грудня 2022), та в Колумбії (з 20 червня 2023) і Еквадорі (з 5 липня 2023) за сумісництвом. Почесний Академік Латиноамериканської академії військової історії (з 2024).

## Життєпис
Юрій Полюхович народився 1 листопада 1980 року в місті Костопіль Рівненської області України.
Закінчив національний університет «Києво-Могилянська академія» та здобув ступінь магістра з історії (2003), аспірантуру Київського національного університету імені Тараса Шевченка (2012). Автор кандидатської дисертації «Політико-династична історія держави майя Баакаль за матеріалами корпусу епіграфічніх джерел Паленке (Лакамха)».
Вільно володіє англійською, іспанською та класичною чольті (мова ієрогліфічної писемності мая).

### Громадська діяльність
З 2014 до 2016 року був радником Міністра освіти і науки України на громадських засадах. З 2017 року очолює громадську організацію «Українська науково-дослідна фундація». 11 вересня 2019 року призначений на посаду першого заступника Міністра освіти і науки України. З 10 по 25 березня 2020 р. — виконувач обов'язків міністра освіти і науки України.

### Наукова діяльність
Автор понад 40 наукових публікацій.
У свої неповні 20 років він уперше дешифрував ієрогліф мая — алай, який не зрозуміли інші вчені.
Представник України в Європейській асоціації дослідників культури мая WAYEB.
У 2014—2016 роках був науковим співробітником (постдокторантура) Університету штату Каліфорнія в Чіко, (США). Працював у Національному інституті антропології та історії (Мексика).
Заступник редактора наукового журналу «Glyph Dwellers» (США).

### Дипломатична діяльність
23 грудня 2022 року призначений Президентом України Надзвичайним і Повноважним Послом України в Перу.
24 лютого 2023 року вручив копії вірчих грамот генеральному директору Протоколу та Державного Церемоніалу Міністерства Закордонних Справ Перу — Мануелю Качо Соуса Веласкесу.
4 квітня 2023 року вручив вірчі грамоти Президенту Республіки Перу Діні Болуарте.
20 червня 2023 року призначений Президентом України Надзвичайним і Повноважним Послом України в Колумбії за сумісництвом.
5 липня 2023 року призначений Президентом України Надзвичайним і Повноважним Послом України в Еквадорі за сумісництвом.